# بهوفان شومي
بهوفان شومي (بالهندية: भुवन सोम) (بالإنجليزية: Bhuvan Shome)‏ هو فيلم درامي هندي باللغة الهندية عام 1969 من إخراج مرينال سين استنادًا إلى قصة بنغالية كتبها بالاي تشاند موكوبادياي. يشمل طاقم الممثلين أوتبال دوت (بوفان شومي) وسوهاسيني مولاي (جوري، حسناء القرية). يعتبر الفيلم علامة بارزة في السينما الهندية الحديثة.
كان هذا أول فيلم للمخرجة سوهاسيني مولاي. وكان أميتاب باتشان هو الراوي.

## حبكة
بهوفان شومي، أرمل وموظف حكومي مخلص - صارم وغير قابل للتنازل - هو ضابط كبير في السكك الحديدية الهندية. تدور أحداث الفيلم في سياق يتحدث فيه عدد قليل من مفتشي تذاكر السكك الحديدية عنه باعتباره ضابطًا صارمًا وغير معقول ("أفسار"). ويستمر الراوي في وصفه بأنه رجل لم تتأثر هويته "البنغالية" برحلاته. يبدو أن عمره في أواخر الخمسينيات من عمره، وهو عنصر مهم في نفسيته.
مستوحى من فكرة الصيد، يأخذ بهوفان شومي "إجازة صيد" إلى ولاية غوجارات. ومن الواضح تمامًا أن رحلته كانت مبتدئة. تم تصويره على أنه "صياد" غير كفء وليس رجلاً يعرف كيفية اكتساب المهارة.
لقاءه مع الشاب جوري مصادفة لأنها هي التي تعتني به وتساعد على"اصطياد" الطيور. إنها تساعده في البرية القاحلة، وتأخذه إلى المنزل وتعتني به. عندما يتم إجباره على تغيير ملابسه لأنه بخلاف ذلك، فإن "الطيور ستعرف" وتطير بعيدا ربما يكون جزءا مهما من تحوله من رجل صارم وملتزم وشيخوخة إلى شخص أكثر انفتاحا على محفزات بيئته.
إن رحلة الصيد اللاحقة التي قام بها غوري وبوفان شومي هي استكشاف شعري لتحول بوفان شومي. إنه ليس فقط مفتونًا بجمال جوري البسيط، بل مفتون أيضًا بمشاهد الطيور على البحيرة وفي السماء.
يعتبر صيده "ناجحًا"، ولكن فقط بطريقة تعكس حدود بوفان شومي كرجل.
يتأثر بهوفان شومي بشدة بجوري، الذي تلقى تعليمًا أكثر مما كان يتوقعه في تلك البيئة.
وعندما يعود إلى مكتبه، نرى أنه يعفو عن أحد عمال السكك الحديدية المخالفين. هذه حبكة فرعية تكمل القصة وسياق السرد الأولي.

## الممثلون
- أوتبال دوت في دور بهوفان شومي
- سوهاسيني مولاي في دور غوري
- شيخار تشاتيرجي
- سادهو ميهر
- بونيا داس
- روشاك بانديت
- أميتاب باتشان في دور الراوي

## روابط خارجية
- بهوفان شومي على موقع IMDb (الإنجليزية)
- بهوفان شومي على موقع الموسوعة البريطانية (الإنجليزية)
- بهوفان شومي على موقع أول موفي (الإنجليزية)
- بهوفان شومي على موقع فيلمافينيتي (الإسبانية)
- بهوفان شومي على موقع قاعدة بيانات الأفلام السويدية (السويدية)
- بهوفان شومي على موقع قاعدة بيانات الفيلم (الإنجليزية)
- بهوفان شومي على موقع ليتربوكسد (الإنجليزية)
- بهوفان شومي على موقع كينوبويسك (الروسية)